# 清原康平
清原 康平（きよはら やすひら、1914年（大正3年）1月14日 - 2001年（平成13年）4月7日）は、日本の陸軍軍人。歩兵少尉。歩兵第3連隊附。二・二六事件に参加、反逆罪（群衆指揮等）で無期禁固刑を受ける。その後恩赦により釈放、公職追放になるものの、恩赦の後も活躍した。2.26事件の直前、湯川智恵子と結婚して姓は、湯川康平となったが、軍関係では清原が使われている。

## 略歴
- 熊本県宇土郡三角町（現宇城市）出身。
- 旧制・熊本県立済々黌中学校（熊本県立済々黌高等学校）卒業。
- 1935年（昭和10年）6月 - 陸軍士官学校第47期を255番/330名で卒業。
- 1935年（昭和10年）9月 - 任歩兵少尉、補歩兵第3聯隊附。同聯隊第3中隊に配属される。
- 1936年 - 二・二六事件に参加。正八位返上を命じられる[1]。叛乱罪で無期禁錮判決。
- 1941年12月 恩赦をうける。
- 1942年（昭和17年） - 東肥航空工業を設立し、社長。従業員は5000名という。戦後は公職追放を受ける。
- 1952年 - この年以来数度衆議院選挙に出馬したが落選。この年は鳩山自由党。
- 1960年（昭和35年） - 日韓貿易協会専務理事、東洋化工専務理事。
- 2001年（平成13年）4月8日 - 心筋梗塞のため死去。
  - 父は陸軍歩兵曹長、長兄は海軍軍医大尉、陸軍士官学校の同窓であった朴正煕韓国大統領（陸士第57期相当）と親交もあり、戦後の日韓国交回復に努めた。

## 二・二六事件

### 昭和天皇について
- 推理作家の松本清張は『昭和史発掘』において、清原の重要な証言を引用している[2]。
- それは『文藝春秋』1986年3月号の生き残りの決起将校の全員集合の座談会で述べられている。
- 清原「本庄侍従武官長が天皇に上奏してその御内意をうけたらそれを侍従武官府を通して中橋中尉に連絡する。わが歩兵第3連隊が堂々と宮城に入り昭和維新を完成する。これがあらかじめ組んだプログラムですよ」。「宮城に入った赴援部隊が実弾をもたなかったというのもそれです。」「（中略）所が陛下に叱られて本庄さんが動けなくなった。陸相や真崎さんは、待てど暮らせど本庄さんから連絡がないから、自分の方から動けない。」「昭和天皇の怒りが全ての計画をホゴにしたことはあきらかです。」

### 原田熊雄について
反乱部隊の指揮官の一人であった清原は、貴族院議員が集まり何事かを相談している華族会館を占拠し西園寺公望の秘書である原田熊雄を殺害せよとの命令を栗原安秀中尉から受け取った。逮捕後の清原の手記によると、華族会館の玄関で原田をみつけたが、その態度があまりに惨めだったので軍刀で切り捨てる気にもなれず見逃したと述べている。清原は自身が死刑を免れたのは原田を助命したからだとも主張しているが、原田はこのとき既に車で興津へと向かっており清原の説明は勘違いか捏造である。

## 著作
- 魂魄（こんぱく） 講談社出版,1980年。
  - 2.26事件の本人の思い出話。それと、母の妹にあたる、テレパシーで有名な御船千鶴子についての記載がある。
- 朴議長との一時間 湯川康平  昭和37年1月1日 文藝春秋巻号 40-1（昭和37年1月新年特別号）
- 二・二六事件と西園寺公 1967年6月文芸春秋 巻号 45(6)
- これが”昭和維新”なのだ 著者 湯川康平、今泉義道、池田俊彦、船木繁 昭和42年2月1日文藝春秋 45-2（昭和42年2月特別号）